# Welcome To Our MADNESS
Welcome To Our MADNESS (bienvenidos a nuestra locura), es el primer álbum debut de la banda visual sueca Seremedy, bajo el sello discográfico Universal Music. El álbum está compuesto con una mezcla de sonidos que varia del metal, pop y rock, el álbum incluye su popular sencillo ¨Bulletproof Roulette¨, así como dos bonus tracks en japonés.

## Lista de canciones
Todas las letras escritas por Seremedy, toda la música compuesta por Seremedy. 
| N.º | Título                           | Duración |  |
| 1.  | «Welcome to our MADNESS -Intro-» | 0:57     |  |
| 2.  | «NO ESCAPE»                      | 3:50     |  |
| 3.  | «Déjà Vu»                        | 3:00     |  |
| 4.  | «SIREN (Falling Down)»           | 3:04     |  |
| 5.  | «WORLD DOMINATION»               | 3:08     |  |
| 6.  | «Always By Your Side»            | 3:03     |  |
| 7.  | «RICOCHET»                       | 3:23     |  |
| 8.  | «Torygan»                        | 4:19     |  |
| 9.  | «SHIVERING»                      | 3:57     |  |
| 10. | «Yellow Flash, Dancing Light»    | 3:13     |  |
| 11. | «Bulletproof Roulette»           | 3:37     |  |
| 12. | «Closure»                        | 5:15     |  |

| Bonus Tracks |                                |          |  |
| N.º          | Título                         | Duración |  |
| 13.          | «NO ESCAPE» (Japanese Version) | 3:51     |  |
| 14.          | «Déjà Vu» (Japanese Version)   | 2:59     |  |

1. Sitio oficial
2. Sitio oficial

- Datos: Q6166719